# Трубач, Мария Юрьевна
Мария Юрьевна Трубач (бел. Марыя Юр'еўна Трубач; р. 15 ноября 1999, Витебск) — белорусская гимнастка (художественная гимнастика).
Призёр чемпионата Европы среди юниоров и Юношеских Олимпийских игр 2014 года. Мастер спорта Республики Беларусь международного класса (2014).

## Биография
Мария Трубач родилась в 1999 году в Витебске. Заниматься художественной гимнастикой начала в местной СДЮШОР № 1 (первый тренер — Марина Витальевна Жулёва), позже перешла в Республиканский центр олимпийской подготовки в Минске.
Член сборной команды Беларуси по художественной гимнастике. В международных соревнованиях участвует с 2012 года. В марте 2014 года в Москве на международном турнире среди юниоров, проходившем в рамках этапа Гран При, Мария Трубач заняла третье место и получила лицензию на участие во вторых Юношеских Олимпийских играх в Нанкине.
На чемпионате Европы в Баку Мария Трубач и её соотечественницы Анастасия Рыбакова и Стефания-София Монахова завоевали серебряные медали в командном многоборье. Выступив в двух финалах в отдельных видах, Мария выиграла ещё два «серебра» — в упражнениях с мячом и булавами.
27 августа 2014 года Мария заняла второе место на Юношеской Олимпиаде, набрав 56,950 балла (обруч — 14,650, мяч — 14,400, булавы — 14,000, лента — 13,900); первое место заняла Ирина Анненкова (Россия), третье — Лора Зенг (США). За достигнутые в Нанкине результаты удостоена спортивного звания «Мастер спорта Республики Беларусь международного класса».
19 октября 2014 года в составе минского «Динамо» Трубач стала серебряным призёром клубного чемпионата мира (AEON Cup-2014), традиционно проводимого в Токио. На этих соревнованиях, где в команде выступают две взрослые спортсменки и одна юниорка, Мария выступала среди юниорок, где заняла 2-е место в многоборье (63,133 балла), проиграв Веронике Поляковой из российской команды «Газпром».